# La Grande Évasion (album)
Pour les articles homonymes, voir La Grande Évasion.
Albums de Mickey 3D
Matador
(2005) Sebolavy
(2016)
La Grande Évasion est le cinquième album studio du groupe français Mickey 3D, sorti le 21 septembre 2009 chez leur propre label Moumkine Music et distribué par Virgin. L'album s'est classé à la 17e place des charts en France, à la 20e en Belgique francophone et à la 47e en Suisse.

## Liste des chansons
| No  | Titre                                        | Durée |
| --- | -------------------------------------------- | ----- |
| 1.  | Playmobil                                    | 2:49  |
| 2.  | Je m'appelle Joseph                          | 4:15  |
| 3.  | 1988                                         | 3:23  |
| 4.  | Méfie-toi l'escargot                         | 3:56  |
| 5.  | L'Homme qui prenait sa femme pour une plante | 3:40  |
| 6.  | Personne n'est parfait                       | 4:19  |
| 7.  | La Footballeuse de Sherbrooke                | 2:58  |
| 8.  | Yula (ma fiancée galactique)                 | 4:02  |
| 9.  | Paris t'es belle                             | 3:29  |
| 10. | Montluçon                                    | 2:43  |
| 11. | Chanson du bonheur qui fait peur             | 3:14  |
| 12. | La Fille du cannibale                        | 3:17  |
| 13. | L'Arbre du petit chemin                      | 3:40  |
| 14. | Les Vivants                                  | 7:52  |